# Покровские казармы
Покро́вские каза́рмы (Па́вловские, Дзе́ржинские) — исторические казармы в Басманном районе Центрального административного округа города Москвы. 
Первое здание казарменного назначения, построенное в нынешней столице государства. Расположены по почтовому адресу Покровский бульвар, дом № 3.

## История
Строительство Покровских казарм было начато в 1798 году по указу императора Павла I, из-за чего они также иногда назывались Павловскими. Здание возводилось на средства горожан, за что те освобождались от постойной повинности. Изначально здание было двухэтажным, руководил строительством князь А. А. Безбородко. До наших дней сохранилась мемориальная доска, расположенная в коридоре первого этажа:
Во исполнение высочайшия воли благочестивейшего великого государя Павла Первого, императора и самодержца Всероссийского, усердием московских дворян и жителей во основании казарм для войск второй инспекции построен 1798 года июля 7-го в царствование его величества во второе лето высокопоставленным разных орденов кавалером светлейшим князем Александром Андреевичем Безбородкой корпус, занимающий длину 94 сажен, в ширину 61 сажен.
Согласно смете 1800 года, на постройку казарм требовалось 2,5 миллиона рублей, однако собрать удалось только около 500 тысяч. На эти деньги в 1801 году был возведён один корпус для мушкетёрного батальона. Перед казармами располагался плац (в настоящее время это часть Покровского бульвара). От Покровских казарм получил своё название Казарменный переулок.
Во время пожара 1812 года здание сильно пострадало, было реконструировано архитектором Доменико Жилярди при участии Ф. К. Соколова в 1830-х годах. Во время реконструкции надстроили третий этаж, а площадь здания увеличилась вдвое. Здание Покровских казарм было построено в стиле классицизм. Главный вход расположен в центральной части. В ходе реконструкции 1830 года на фасаде у входа появился восьмиколонный портик, увенчанный фронтоном с изображением двуглавого орла. Внутренняя планировка здания симметрична. В центре расположена трёхмаршевая лестница и колонный вестибюль. Вдоль здания проходят коридоры, которые соединяются с однообразными помещениями.
Изначально в Покровских казармах размещались мушкетёрские части. С 1904 года в здании были расквартированы 3-й и 4-й батальоны лейб-гренадерского Екатеринославского полка и 7-й гренадерский Самогитский полк. С началом Первой мировой войны казармы занял 56-й пехотный запасный полк.
23 октября 1890 года на третьем этаже Покровских казарм был освящён храм Пророка Осии, устроенный в память о спасении императорской семьи в железнодорожной катастрофе 17 октября 1888 года. Этот храм просуществовал до 1919 года: он был закрыт, а интерьер церкви уничтожен.
После революции здание получило название Дзержинские казармы. В 1933 году был надстроен ещё один этаж. В 1954-м ликвидировали плац — он стал частью Покровского бульвара. С 1960 года здание перестали использовать как казармы, оно было передано Госснабу СССР. В настоящее время в здании находится один из офисов ОАО «Лукойл».